# Maja Jakobsen
Maja Jakobsen, född 28 mars 1990 i Raufoss i Gjøvik, är en norsk handbollsspelare från Raufoss, högernia.

## Karriär

### Klubblagsspel
Hon har började elitkarriären i Storhamar Håndball sexton år gammal 2006, men spelade sedan ett år 2008–2009 för Gjøvik innan hon återvände till Storhamar. Säsongen 2010–2011 bytte hon klubb till Byåsen IL i Trondheim men det blev bara ett år. Men hon fick med sig ett silver i Postenligan från Byåsen 2011. Hon återvände till Storhamar 2011 och spelade där i fyra år innan hon provade proffslivet i danska Odense Håndbold 2015–2019. År 2015 vann hon skytteligan i norska högstaligan. Efter fyra år i Odense ville hon hem till Norge och hon blev gravid och vill närmare till nära och kära.

### Landslagsspel
Debuten i landslagssammanhang skedde i juniorlandslaget 2006 där hon spelade 34 matcher till 2008. Jakobsen spelade 31 matcher och antecknades för 114 mål i Norges ungdomslandslag mellan 2008 och 2010, och var med och vann guldmedaljer i U19 EM 2009 och U20 VM 2010. Den 5 oktober 2012 debuterade hon för det norska A-landslaget mot Ryssland i en oavgjord match 25-25. Hon var sedan med i EM 2012 där Norge vann silver efter att ha förlorat finalen till Montenegro. I EM 2014 vann hon sin största merit då hon blev europamästare med Norge. Efter EM 2014 har bara spelat några få landskamper, den sista 9 oktober 2016 mot Danmark.

## Privatliv
Jakobsen är sambo med fotbollsspelaren Eldar Hadžimehmedović.